# Ernst Sandau

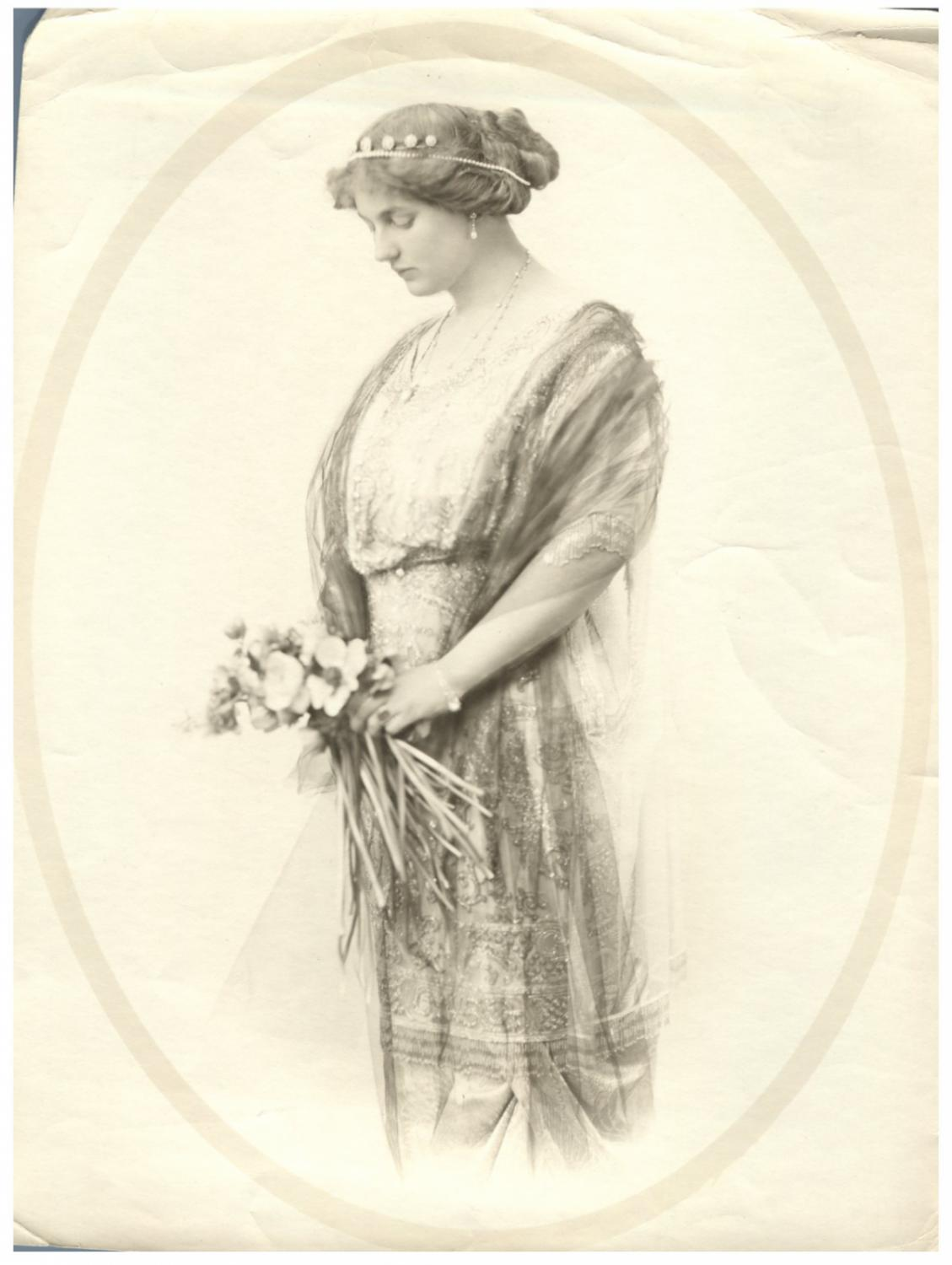
Portrét princezny Alexandry Viktorie ze Šlesvicka-Holštýnska-Sonderburg-Glücksburgu, kolem roku 1913

Ernst Siegfried Sandau (* 15. ledna 1880, Lars, Linköping – 31. května 1918, Berlín-Grunewald) byl německý fotograf švédského původu.

## Životopis
O životě Ernsta Sandaua je známo jen málo. Jeho původní jméno bylo podle některých internetových zdrojů údajně Ernst Sigfrid Pettersson; které změnil asi kolem roku 1895. Kolem roku 1905 přijel do Berlína, kde se etabloval jako portrétní fotograf. Kolem roku 1910 provozoval svůj ateliér v domě na Unter den Linden 19 (dnes č. 41), kde před ním pracoval Erich Sellin a později také Tita Binz.
Sandau působil jako švédský dvorní fotograf a stavební inženýr. Byl ženatý od roku 1909 do roku 1916, jeho manželství s Cornelií von Schmoller skončilo 17. května. Rozvedli se v lednu 1916. Jeho bývalá manželka se o něco později provdala za Pierra Schrumpfa-Pierrona.
Dva dny před smrtí se oženil s rozvedenou Evou Blumannovou rozenou Erfurt. Zemřel v sanatoriu Grunewald.
Naposledy žil v domě, ve kterém provozoval svůj ateliér.
Fotografické studio Ernsta Sandaua v Berlíně převzala Suse Byk.
Jeho syn stejného jména se také stal fotografem; je autorem četných portrétů osobností Třetí říše.

## Díla (výběr)

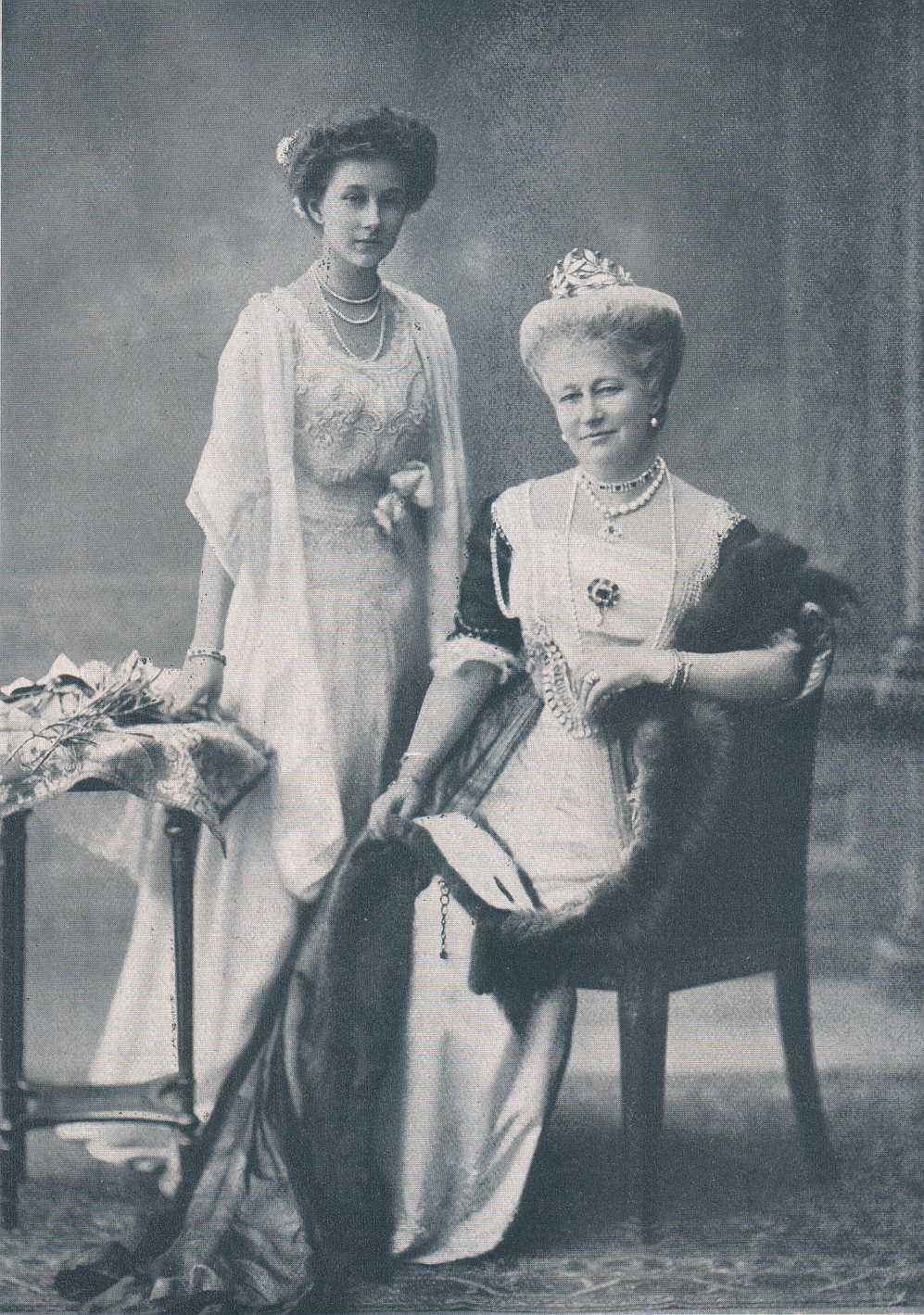
Císařovna Auguste Viktoria a dcera Viktoria Luise
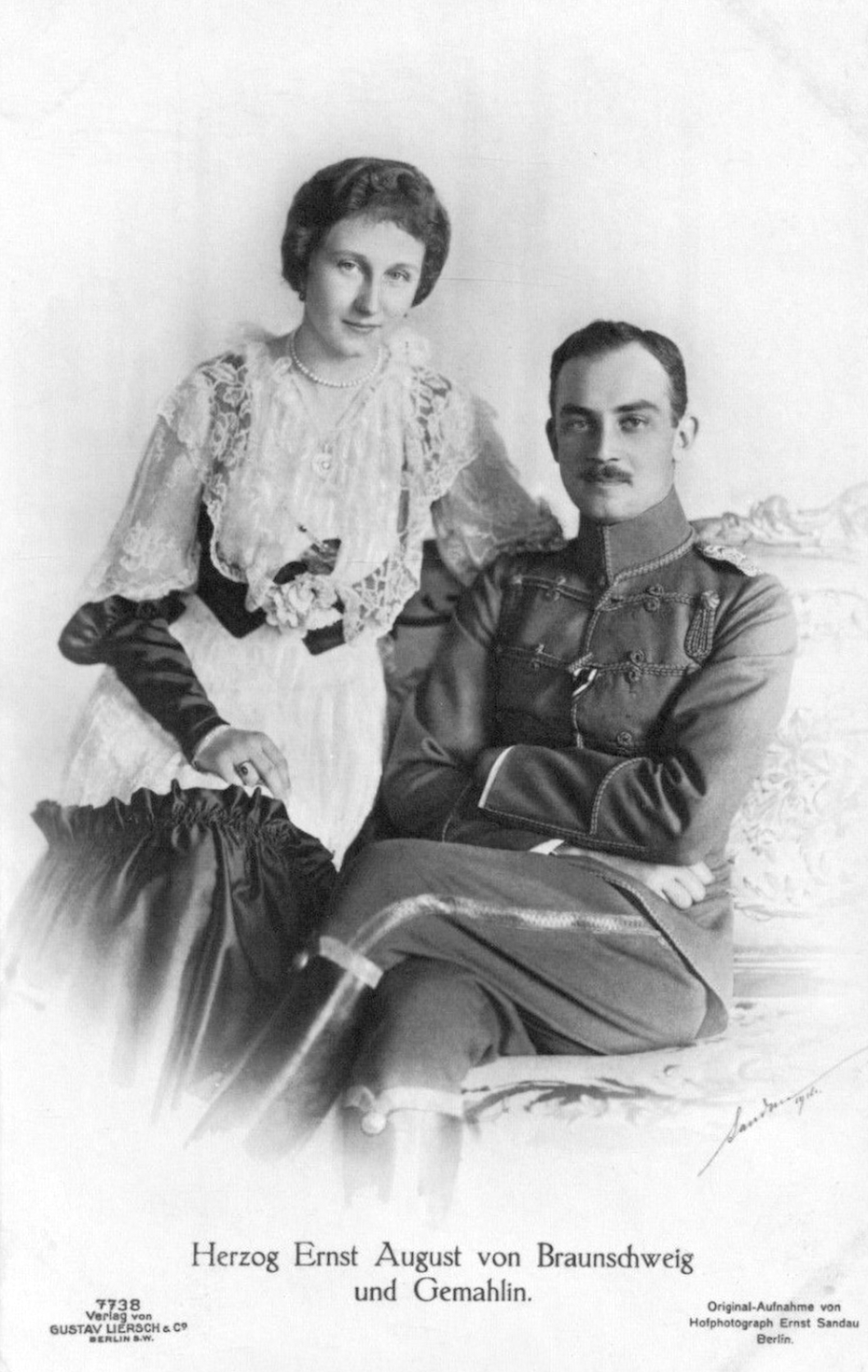
Vévoda Ernst August a vévodkyně Viktoria Luise z Braunschweigu
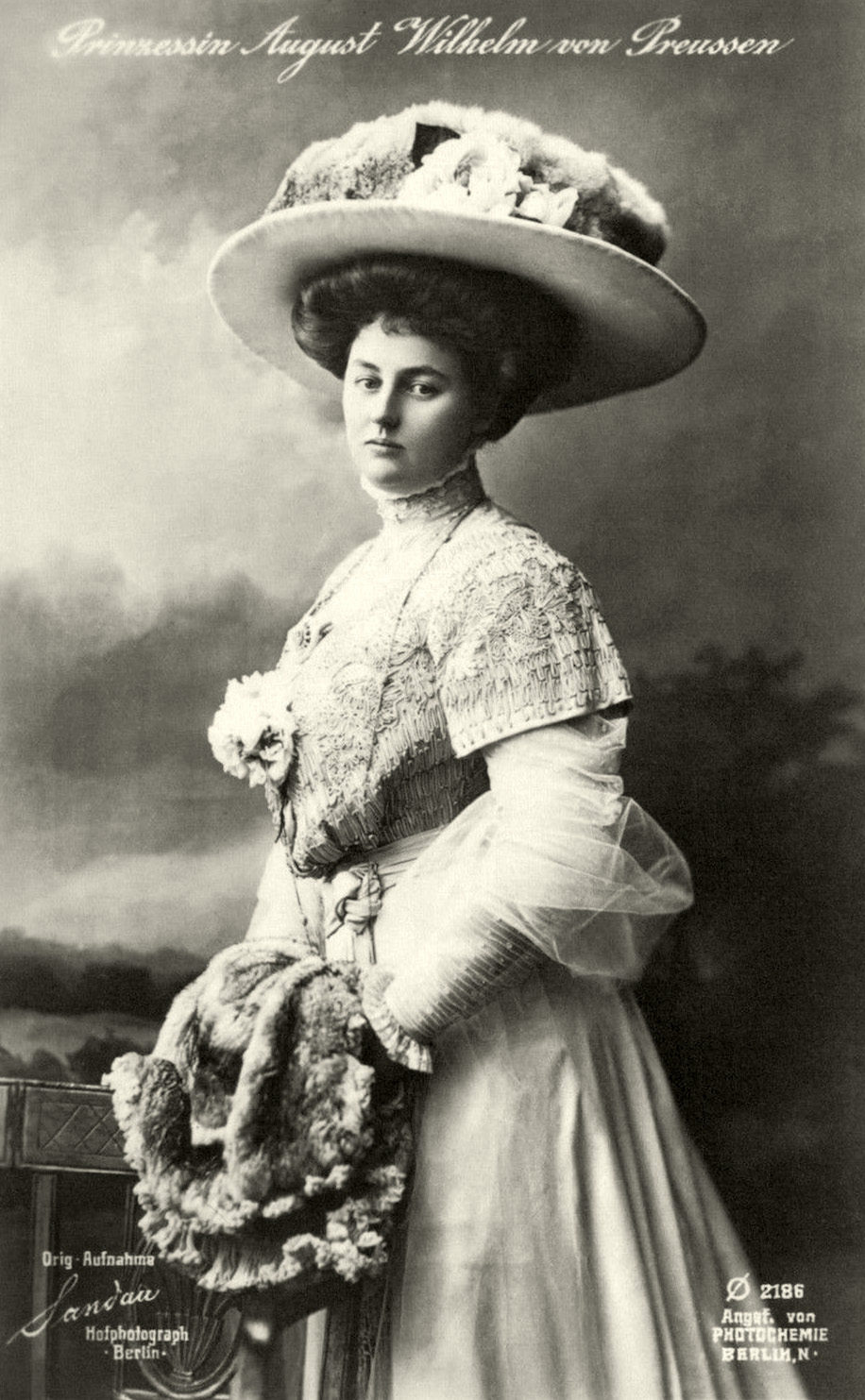
Alexandra Viktoria, pruská princezna
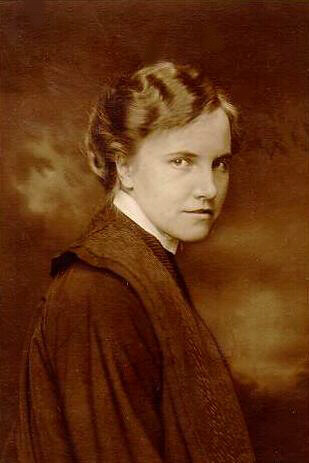
Adelheid von Sachsen-Meiningen (1891–1971)
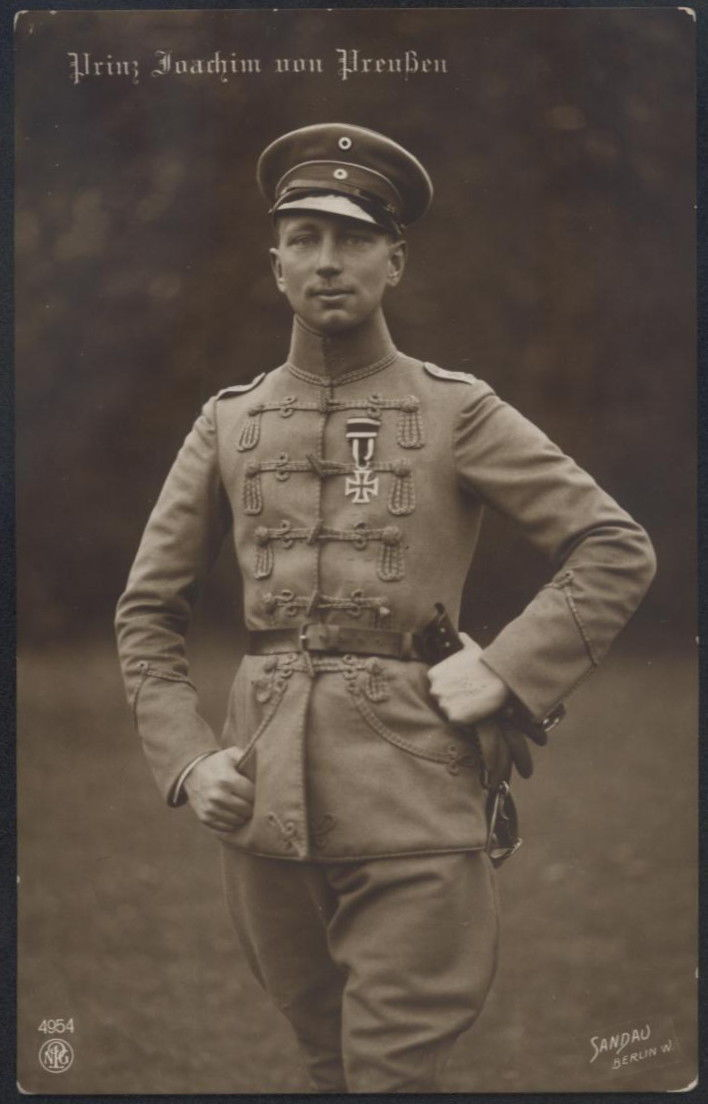
Joachim von Preußen
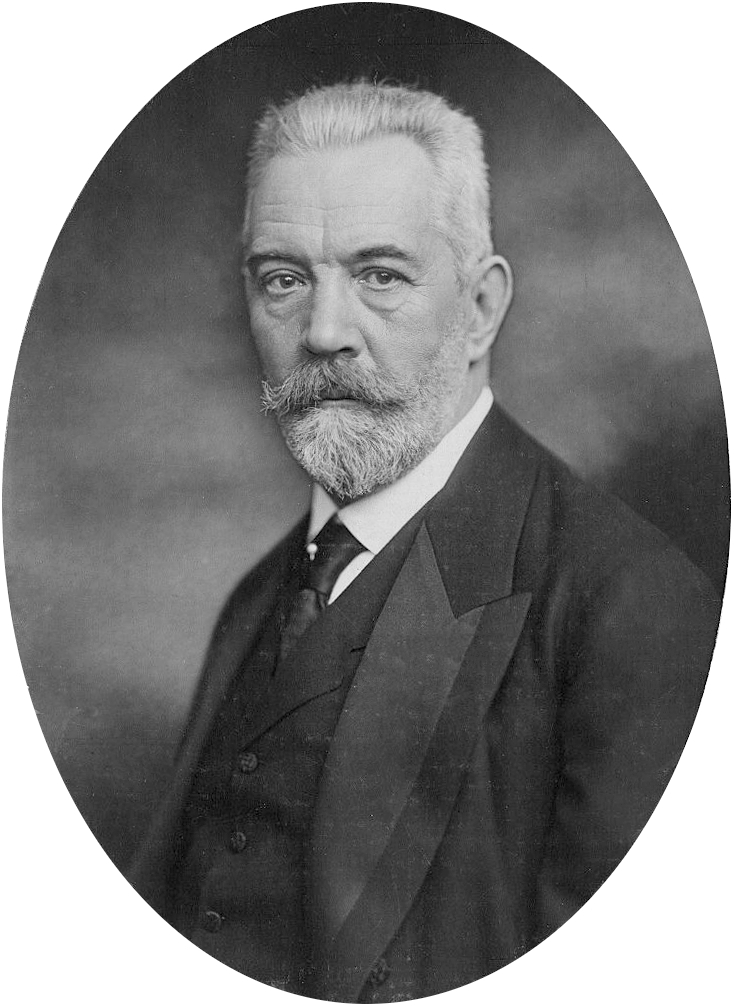
Kancléř Theobald von Bethmann-Hollweg
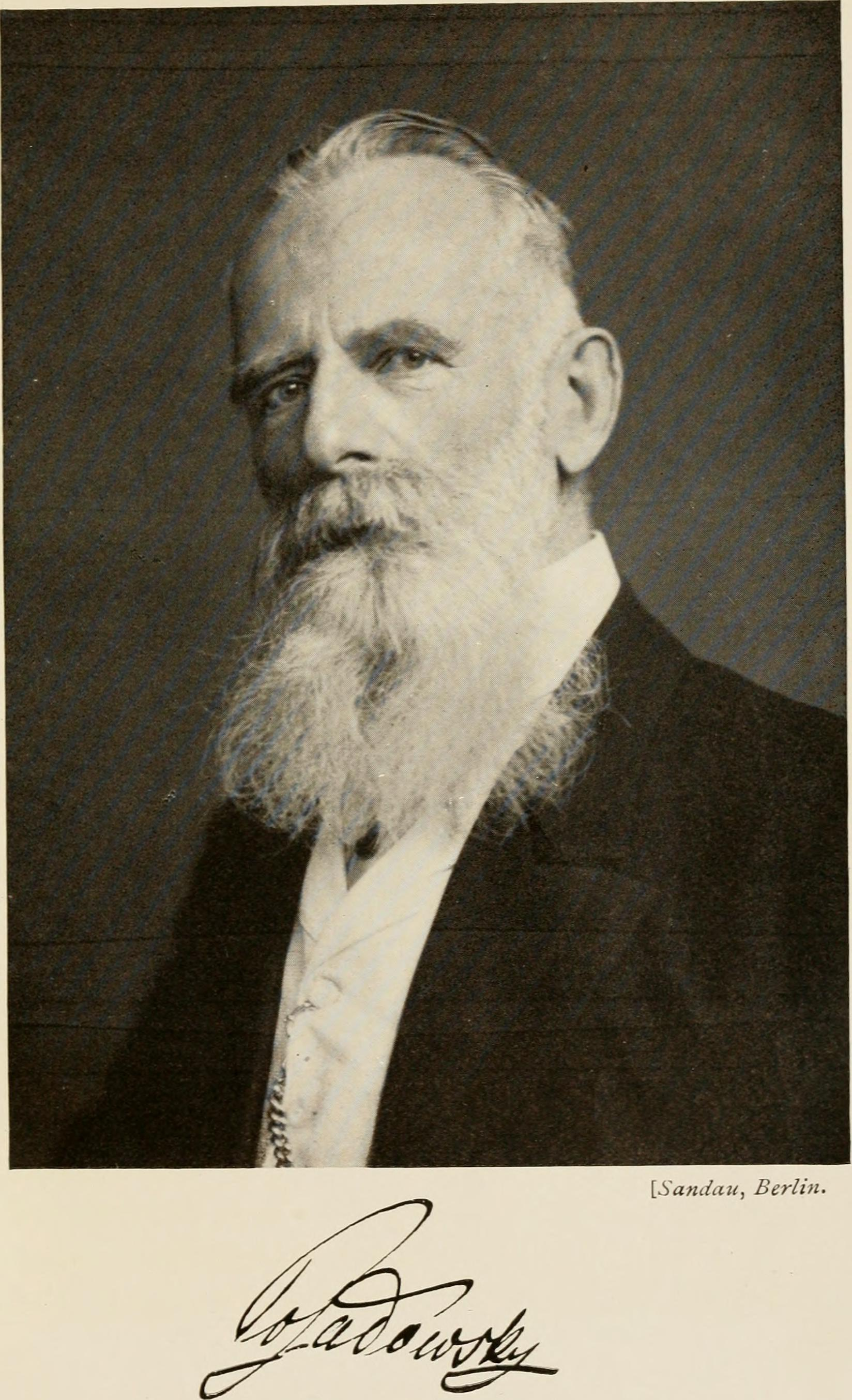
Císařský vicekancléř Arthur Graf von Posadowsky-Wehner
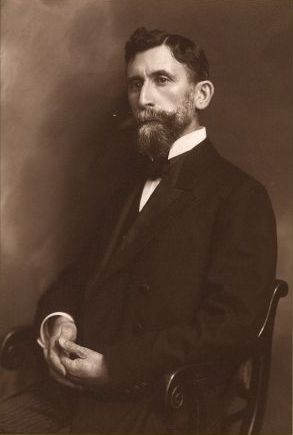
Hermann Dessau
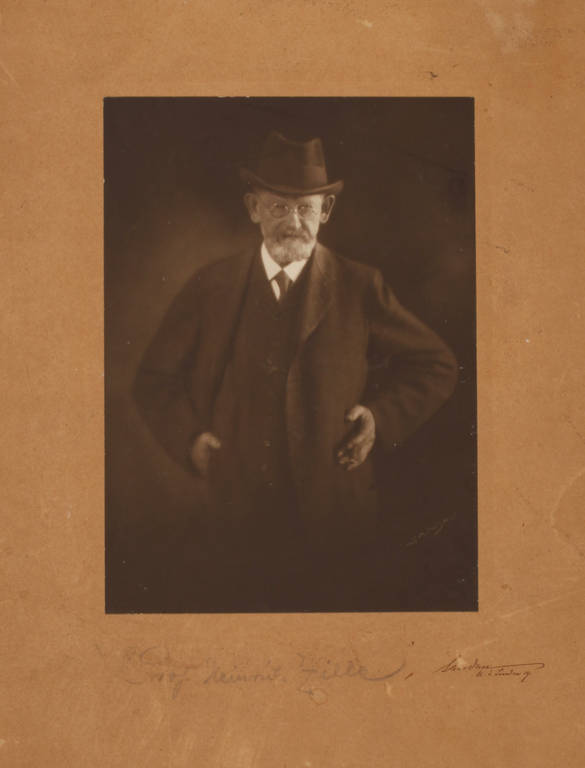
Heinrich Zille
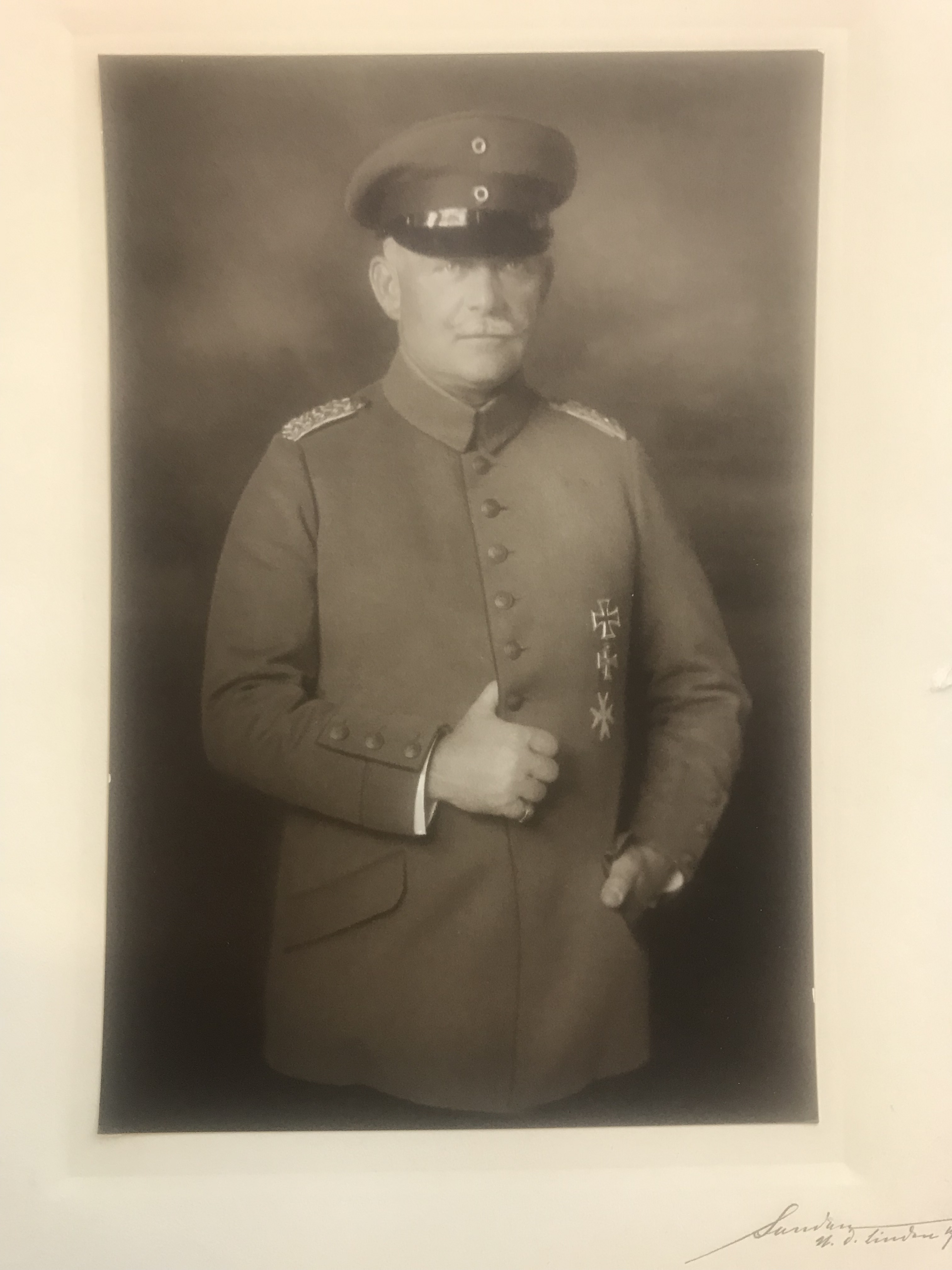
Plukovník Alfred von Rauch
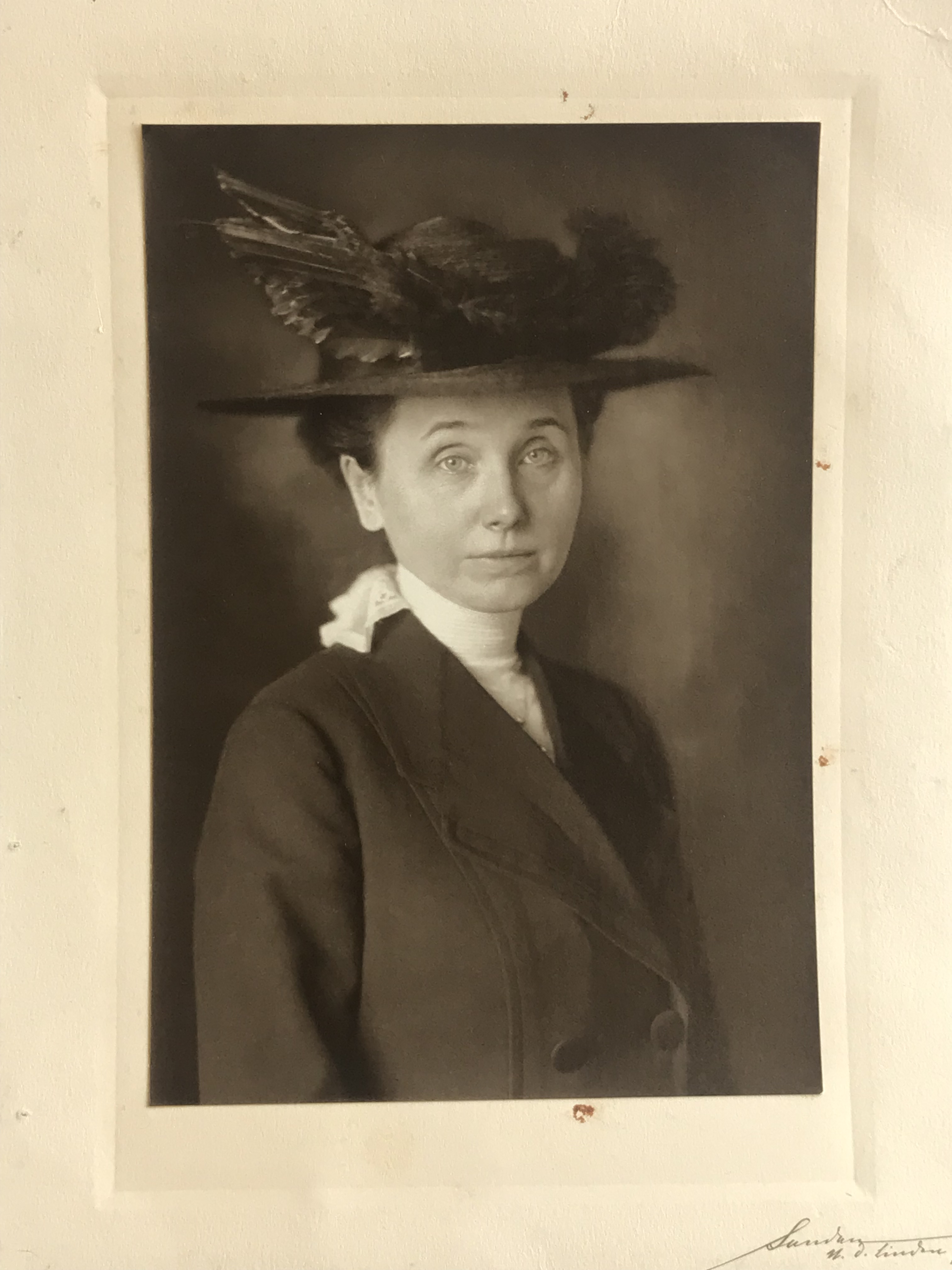
Elisabeth von Rauch, rozená von Bandel
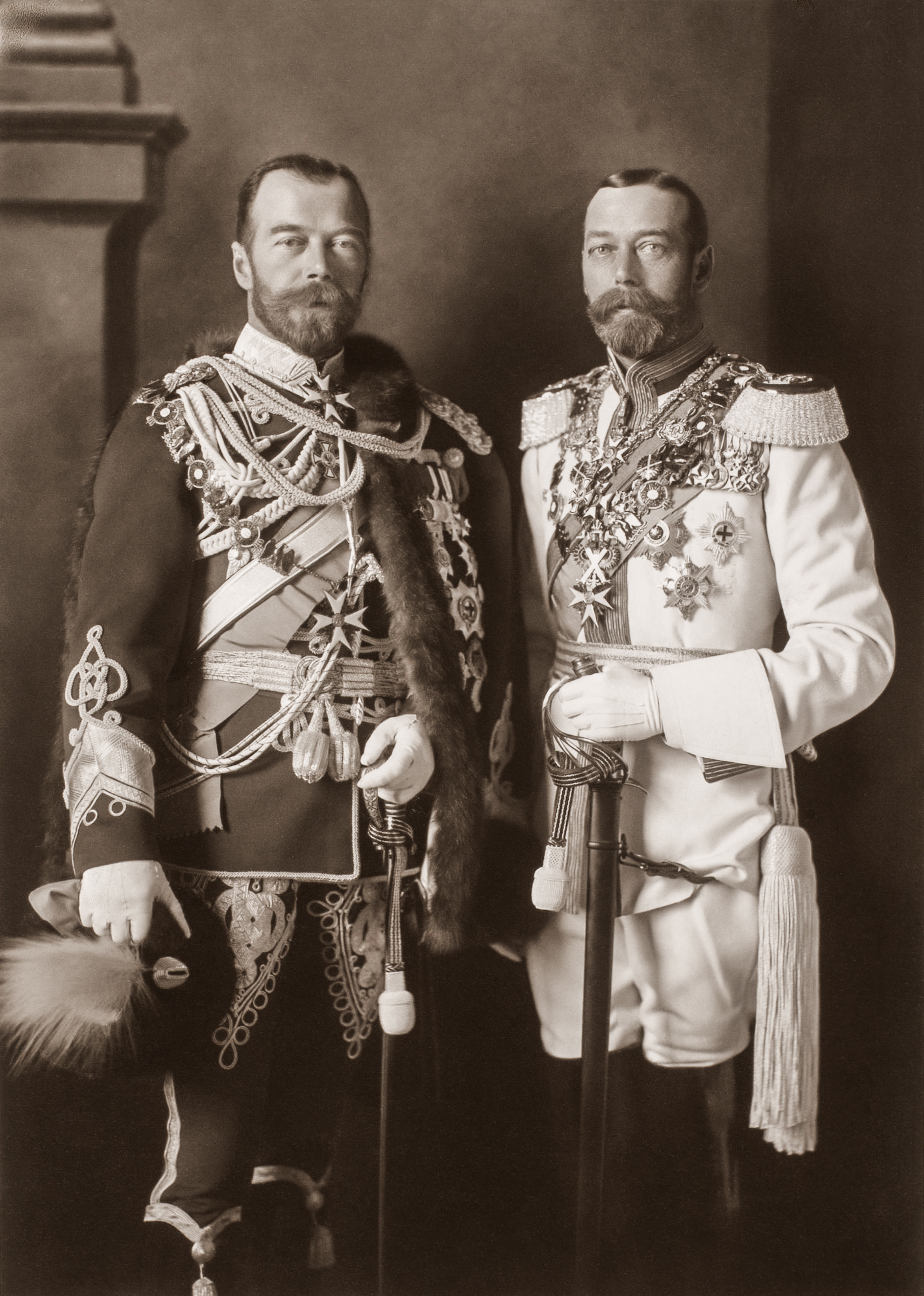
Bratranci, poslední ruský car Mikuláš II. (vlevo) a první britský král z windsorské dynastie Jiří V., na berlínské schůzce v květnu 1913